# Bùi Thiện Dũng
Bùi Thiện Dũng là một tướng lĩnh Công an nhân dân Việt Nam, hàm Trung tướng. Ông hiện giữ chức vụ Bí thư Đảng ủy, Cục trưởng Cục Trang bị và kho vận, Bộ Công an (Việt Nam).

## Tiểu sử
Bùi Thiện Dũng là đảng viên Đảng Cộng sản Việt Nam.
Ngày 23 tháng 10 năm 2018, khi đang là  Đại tá, Phó Cục trưởng Cục Trang bị và kho vận, Bộ trưởng Bộ Công an đã ký Quyết định bổ nhiệm ông giữ chức vụ Cục trưởng Cục Trang bị và kho vận, Bộ Công an (Việt Nam).
Ngày 6 tháng 8 năm 2020, ông được Chủ tịch nước Cộng hòa xã hội chủ nghĩa Việt Nam Nguyễn Phú Trọng phong quân hàm Thiếu tướng Công an nhân dân Việt Nam.
Ngày 9 tháng 8 năm 2023, ông được Chủ tịch nước Cộng hòa xã hội chủ nghĩa Việt Nam Võ Văn Thưởng phong quân hàm Trung tướng Công an nhân dân Việt Nam.

## Lịch sử thụ phong quân hàm
| Năm thụ phong | 2016   | 2020        | 2023        |
| ------------- | ------ | ----------- | ----------- |
| Quân hàm      |        |             |             |
| Cấp bậc       | Đại tá | Thiếu tướng | Trung tướng |